# 天祝站
天祝站位于中华人民共和国甘肃省武威市天祝藏族自治县华藏寺镇，是兰新铁路上的火车站，建于1954年，由中国铁路兰州局集团管辖。

## 歷史
- 建于1954年，原名华藏寺站。
- 1999年4月15日，原天祝站（TMIS码：41651）更名为安远镇站，原华藏寺站（TMIS码：41606）更名为天祝站[4]，而此次改动距离天祝藏族自治县治所从安远镇迁到华藏寺镇已有15年。安远镇站后因兰武二线乌鞘岭隧道的修建而被撤销。

## 車站周邊
- 华藏寺
- 天祝藏族自治县藏医院
- 新华中学
- 丽都酒店
- 天祝藏族自治县第一中学

## 外部連結
- 中国铁路客户服务中心（页面存档备份，存于）